# NGC 2568
NGC 2568 في الفهرس العام الجديد، هي مجرة، تقع في كوكبة الكوثل. اكتشفت في 1881 بواسطة إدوارد إيمرسون برنارد.

## روابط خارجية
- NGC 2568 على موقع ويكي سكاي: DSS2, SDSS, GALEX, IRAS, Hydrogen α, X-Ray, Astrophoto, Sky Map, Articles and images